# Petrophila gemmiferalis
Petrophila gemmiferalis is een vlinder uit de familie van de grasmotten (Crambidae), uit de onderfamilie van de Acentropinae. De wetenschappelijke naam van deze soort is voor het eerst gepubliceerd in 1863 door Julius Lederer.
De soort komt voor in Venezuela en Brazilië.